# Leben (2012)
Leben (Originaltitel: russisch Жить Schit, englische Transkription Zhit) ist ein russisches Filmdrama des Regisseurs Wassili Sigarew aus dem Jahr 2012. Der in drei unterschiedliche Handlungsstränge gegliederte Episodenfilm thematisiert den Tod. Teilweise werden die Umstände der Todesfälle behandelt, die jeweiligen Vorgänge beim Sterben werden jedoch nicht dargestellt. Die Inszenierungen beschäftigen sich vor allem mit den Reaktionen der Hinterbliebenen. 

## Handlung
Die drei einzelnen Episoden sind dramaturgisch ineinander verflochten, weisen jedoch keine Überschneidungen auf.
- Grishka und Anton sitzen auf dem Rückweg von ihrer Hochzeit in einem Zug. Anton wird von einer Gruppe junger Männer zusammengeschlagen und erliegt später im Krankenhaus seinen Verletzungen. Grishka hadert mit ihrem Schicksal und erlebt Visionen ihres toten Mannes.
- Die alkoholkranke Galja leidet an dem Tod ihres Mannes und hat wegen Vernachlässigung das Sorgerecht für ihre beiden kleinen Töchter verloren. Während sie im Beisein einer Polizistin auf den Besuch der Mädchen wartet, sterben diese bei einem Verkehrsunfall. Galja akzeptiert den Tod der Kinder nicht und verliert den Bezug zur Realität.
- Der kleine Artjom muss den Verlust (Suizid) seines Vaters verarbeiten. Er lebt gemeinsam mit seiner Mutter und deren Lebensgefährten Igor. Sie reagiert abweisend auf ihren Sohn. Er bemerkt, wie seine Mutter während des Beischlafs mit Igor ihre Verachtung für ihren Ex-Mann, Artjoms Vater, ausdrückt.

In allen drei Episoden werden die Toten in surrealen Situationen mit den Hinterbliebenen inszeniert, wobei die Verstorbenen durch Wunden bzw. Verbände gezeichnet sind. So lässt Galja ihre toten Kinder exhumieren, fährt sie auf einem Schlitten nach Hause und versorgt ihre Wunden. Grishka wird nach einem Suizidversuch von ihrem toten Mann verarztet. Artjom sitzt neben seinem Vater auf einer Bank.
Der dritte Handlungsstrang mit Artjom und seinem Vater wird erst gegen Ende des Filmes verständlich. Der Mann, der in der ersten Szene des Filmes gedemütigt wird (sein Fahrrad wird in einen Kelleraufgang geworfen), der anschließend ins Wasser geht und sich später auf Socken zu einem Stauwehr begibt, ist Artjoms Vater, der seinem Leben ein Ende setzt.
Der Film endet in einer Szene, in der Grishka allein in einer Bushaltestelle sitzt.

## Kritik
Laut Fernsehsender 3sat verwebt Regisseur Wassili Sigarew „kunstvoll drei Geschichten miteinander, die alle von existenziellem Verlust und Trauer erzählen. …Leben ist nicht nur ein Film über das Sterben, vielmehr zeigt er, was es heißt, als Mensch mit der Gewissheit des Todes zu leben und zu lieben.“
Das Internetportal Negativ kommentiert:  „Zu sehen, wie die Hinterbliebenen das Mysterium des Todes weder verstehen noch verarbeiten können, sondern die Toten als weiterhin anwesend imaginieren und so in einer irrealen Fantasiewelt vor sich hin leben, ist tieftraurig.“

## Auszeichnungen (Auswahl)
Die Produktion gewann beim Filmfestival Wiesbaden goEast im Jahr 2012 zwei Preise, u. a. Die Goldene Lilie für den Besten Film. Im gleichen Jahr wurde die Szenenbildnerin Ljudmila Djupina für ihre Arbeit an diesem Film beim Thessaloniki International Film Festival ausgezeichnet. Es folgten mehrere internationale Nominierungen.